# The Starring of Flora Finchurch
The Starring of Flora Finchurch è un cortometraggio muto del 1915 diretto da Lee Beggs.

## Trama
Un'ingenua contadinotta eredita un po' di soldi: rompe il fidanzamento e si avventura da sola nella grande città.

## Produzione
Il film fu prodotto dalla Vitagraph Company of America.

## Distribuzione
Distribuito dalla General Film Company, il film - un cortometraggio in una bobina - uscì nelle sale cinematografiche statunitensi il 28 maggio 1915.